# Turbidite
 (août 2024).
Si vous disposez d'ouvrages ou d'articles de référence ou si vous connaissez des sites web de qualité traitant du thème abordé ici, merci de compléter l'article en donnant les références utiles à sa vérifiabilité et en les liant à la section « Notes et références ».
Ne doit pas être confondu avec Turbidité.

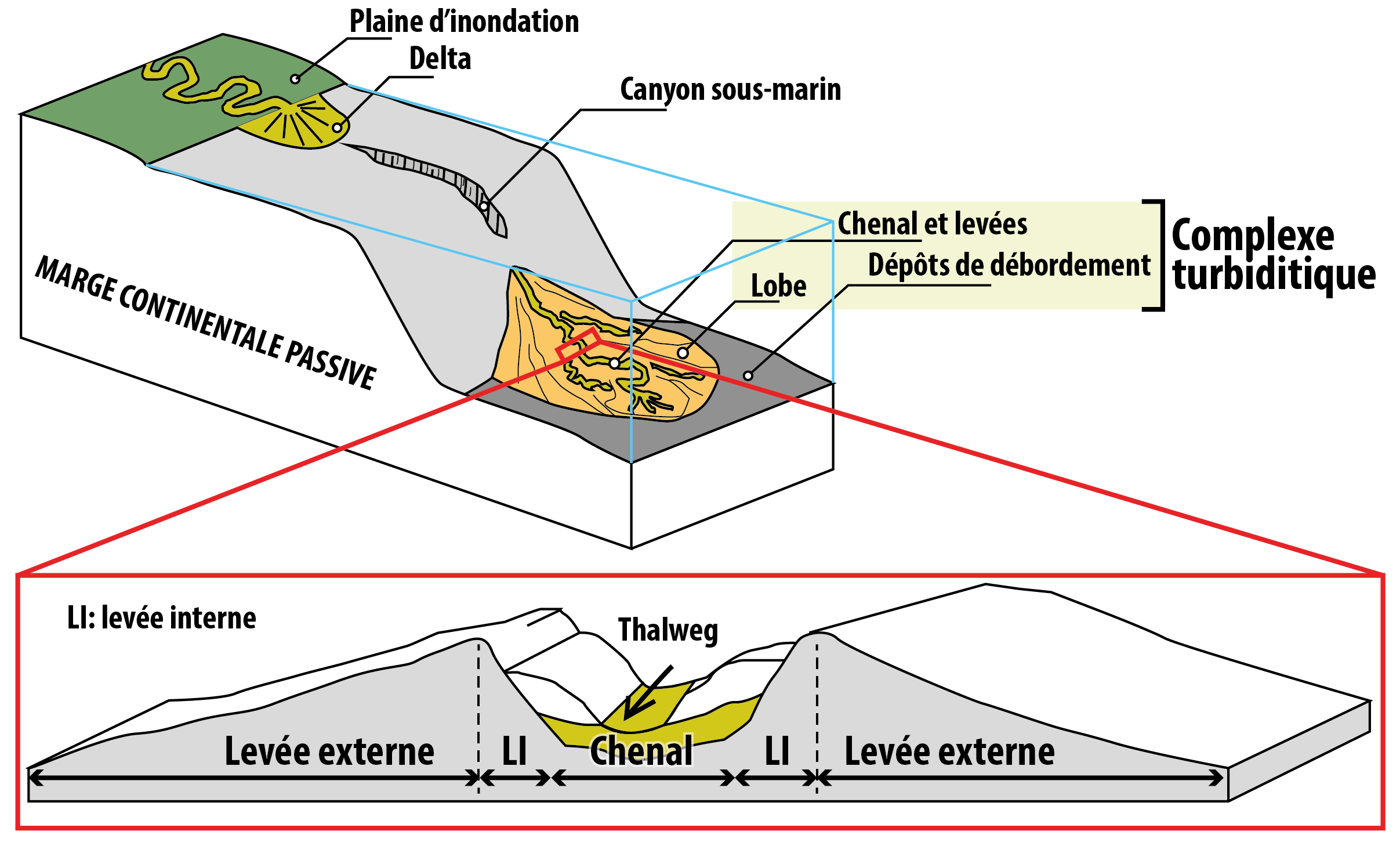
Complexe turbiditique à l'embouchure d'un canyon sous-marin.

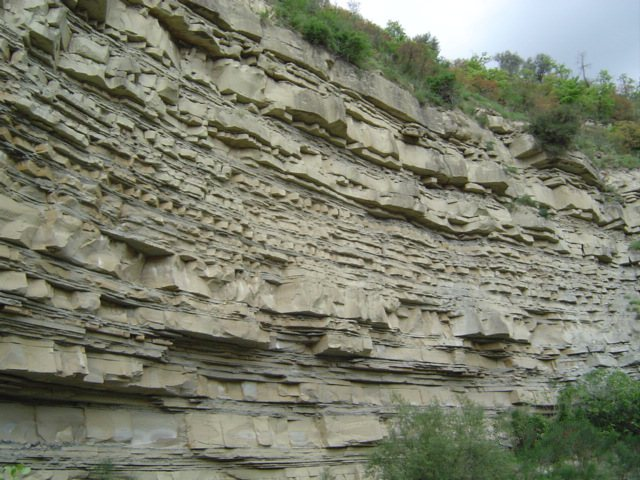
Turbidite dans un flysch miocène du sud de l'Italie (Gorgoglione)

Le terme de turbidite désigne à la fois une unité géologique structurée composée de roches sédimentaires mises en place à la suite d'un écoulement de sédiments le long d'une pente sous-marine ou sous-lacustre, ainsi que les roches qui composent cette unité. L'écoulement, gravitaire, forme un courant de turbidité, ce jusqu'à ce qu'il perde son énergie cinétique. Une sédimentation s'ensuit qui permet le dépôt des particules solides, fines ou grossières, entrainées par l'eau. Une fois consolidés, ces matériaux, souvent d'origine détritique, devenus roche sédimentaire, gardent des stigmates fossiles des phénomènes qui engendrent et accompagnent cette mise en place singulière. L'empilement de turbidites est fréquent, par récurrence des phénomènes qui les engendrent ; c'est le cas notamment des séquences répétitives caractéristiques des flyschs.

## Formation

Schéma d'une marge océanique passive.

Le modèle le plus fréquemment reconstitué à partir d'observations de terrain, se situe dans le contexte d'une marge océanique passive. La morphologie générale de cette marge présente très généralement trois zones, qui sont, depuis la zone côtière vers le grand large, le plateau continental, le talus continental et les plaines abyssales.

### Sur le plateau continental
Ces sédiments sont associés à une plate-forme continentale connaissant un intense apport de matériaux détritiques. Une cordillère active ferait très bien l'affaire si elle pouvait admettre la présence d'une plate-forme continentale[évasif]. La charge détritique dépasse fréquemment[Quand ?] le maximum possible[Quoi ?]. À l'occasion d'une tempête, d'un tremblement de terre ou autre phénomène perturbateur de l'équilibre instable de la pile sédimentaire, ces sédiments non consolidés se mélangent à de l'eau de mer et donnent un liquide plus dense qui commence à s'écouler sur la pente. Mécanisme alternatif, la couche de sédiments, non cohésive, est mise en mouvement (glissement) sur a pente (faible), ce qui provoque un mélange avec l'eau de mer, et de la même façon, le mécanisme éventuellement s'emballe : un courant gravitaire se met en place.

### Sur le talus continental
Le mélange forme une masse fluide d'une densité très supérieure à celle de l'eau environnante. Il se met en mouvement et peut atteindre des dizaines de kilomètres à l'heure. Cette masse érode le fond de la mer et se charge de tous les sédiments non consolidés possibles. L'interface entre le courant de turbidité et le fond de la mer est une zone de forte traction. Des galets décimétriques peuvent être entraînés par une telle masse d'eau.
Généralement, ces courants turbiditiques sont canalisés par des canyons sous-marins ou des failles coupant le talus.

### Dans la plaine abyssale
Arrivant au fond du talus, ces courants ne rencontrent plus le moindre relief. Comme ils sont constitués d'une masse de fluide plus dense, ils vont se répandre dans toutes les directions possibles et former un lobe sous-marin de sédiments détritiques.
Lorsque plusieurs lobes sont formés, le courant turbiditique ne peut que traverser du matériel non consolidé à très grande vitesse et donc à un moment où il est très érosif. Il va creuser des chenaux dans les lobes sous marins précédents.
Ces roches sont le produit d'un écoulement de sédiments détritiques du haut vers le bas d'un talus continental sous-marin.

## Séquence de Bouma
Les dépôts accumulés sous l'action de courants de turbidités présentent une continuité latérale importante (pluri kilométrique). Bouma (1962) a tenté de décrypter leur organisation en définissant une séquence élémentaire type dite "séquence de Bouma". Cette séquence, décimétrique à métrique, comprend de bas en haut 5 termes (Ta, Tb, Tc, Td, Te) déposés dans un contexte d'énergie décroissante.

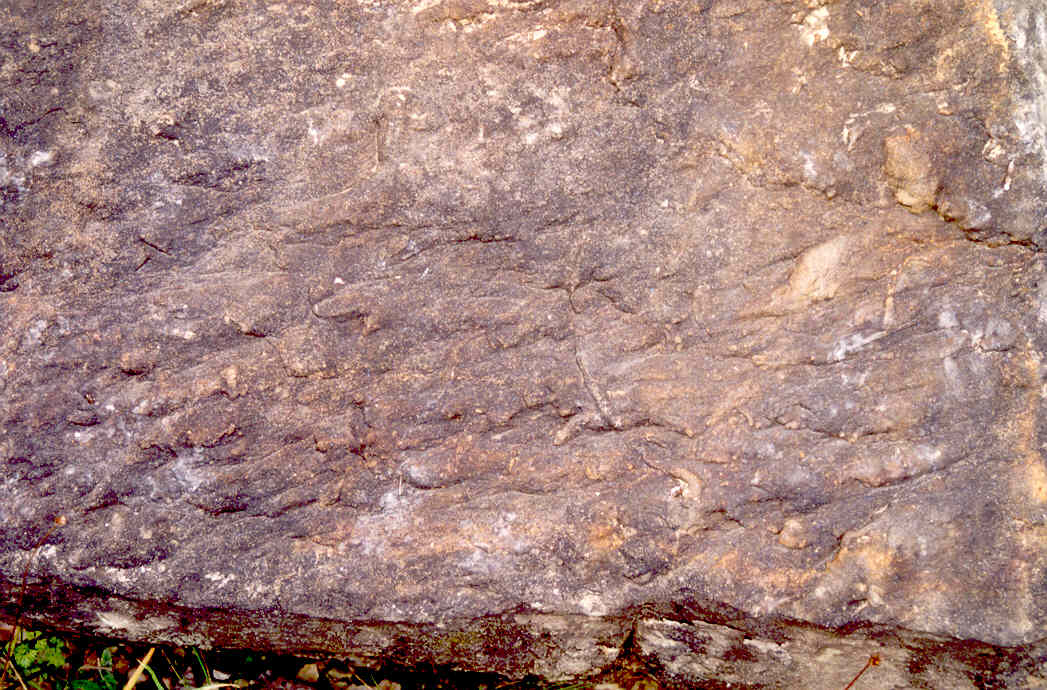
Marques de glissement sur la surface basale d'un banc gréseux(Niveau Ta), dans les Pyrénées (moulage en "négatif")

### Termes
- Niveau Ta : Termes granoclassés constitué de sables grossiers (rudites à arénites). Il présente des figures de bases de banc (Flûtes cast, toolcasts, pistes, bioturbations). Hydrodynamisme fort, domaine des antidunes.

- Niveau Tb : Cette zone est au-dessus du niveau a. Elle est faite d'un grès granoclassé et très laminé. La tête de la turbidite est passée. Le courant est devenu laminaire et abandonne des sables plus fins demandant moins d'énergie pour être transportés.

- Niveau Tc : Ce niveau contient du sable plus fin, montrant des laminations obliques, des rides de courant et des convolutes. L'épaisseur de la couche d'eau turbiditique diminue. La traction sur son niveau supérieur par la couche d'eau environnante devient suffisante pour y provoquer des oscillations. Les dépôts sous-jacents, contrôlés par le courant, se font dans des directions distinctes. Soit par à coups lorsque la couche est assez épaisse et donc provoquer une lamination oblique. Les convolutes sont caractérisés par une lamination "enroulé". La présence de figures d'échappement d'eau peut être également détecté. Ces figures correspondent à l'eau interstitielle du dépôt qui remonte sous l'effet de l'accumulation des sédiments. Sur le terrain, on les retrouve sous la forme de tube en coupe transversale. Elles forment des protubérances (mini volcan) à la surface des bancs.

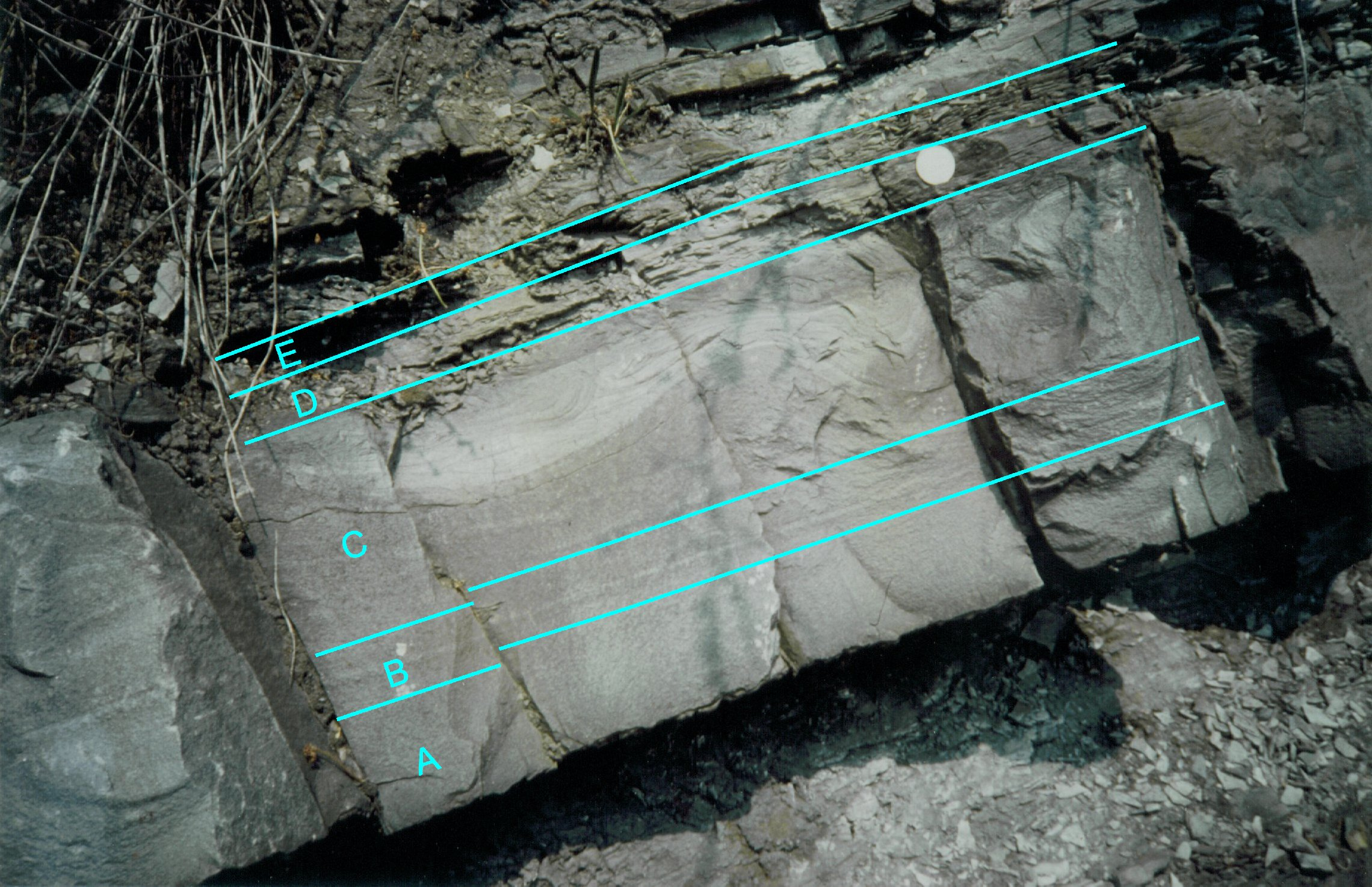
Séquence complète de Bouma dans un grès dévonien (Becke-Oese, Allemagne)

- Niveau Td : Ce niveau est celui du dépôt de silts. C'est la granulométrie la plus fine, juste avant les argiles. Le courant est suffisamment lent par rapport à l'épaisseur d'écoulement que ce dernier est à nouveau laminaire. Il contient assez peu d'éléments pour ne permettre qu'une fine couche de silts.

- Niveau Te : Le niveau Te est caractérisé par la sédimentation de la fraction la plus fine du courant de turbidité, elle est mélangée avec la sédimentation lente hémipélagique du bassin. Ensuite, la sédimentation "normale" continue et se superpose à la séquence. Distinguer ces deux niveaux sur le terrain est très difficile, mais pas impossible lorsque l'on a un niveau Te carbonaté facilement différenciable des argiles grises hémipélagiques appelées hémipélagites.

### Dépôt proximal et distal
La séquence donnée ci-dessus est idéale et complète. Son interprétation permet d'imaginer et de comprendre des séquences incomplètes.
Sur le talus continental, la zone d'érosion est la seule possible. Des éléments sont arrachés sans le moindre dépôt. Plus loin, au niveau du passage talus - plaine abyssale, les parties les plus grossières du niveau a peuvent se déposer. C'est un faciès dit proximal. Plus loin, le niveau b peut également se déposer et est d'abord érodé par la turbidite suivante avant d'apparaître de plus en plus souvent. L'idée générale est que les niveaux de la séquence les plus élevés se déposent le plus loin de la source de sédiments détritiques.
Mais il faut aussi penser que plus l'on est loin de la source et moins les niveaux inférieurs (a, b, ...) ont de chances d'apparaître. Ils se sont déposés auparavant. Nous sommes alors dans des faciès distaux.
Une troisième complication apparaît dans l'examen des turbidites. C'est leur fréquence et leur violence qui permet l'apparition des niveaux e et f. Des turbidites très rares peuvent, au moins théoriquement, permettre des séquences du genre a et f.
Si une quatrième complication est considérée i.e. le volume de la masse d'eau turbide, alors ce genre de séquence est possible pour des masses faibles et rares.

## Éléments d'un complexe turbiditique

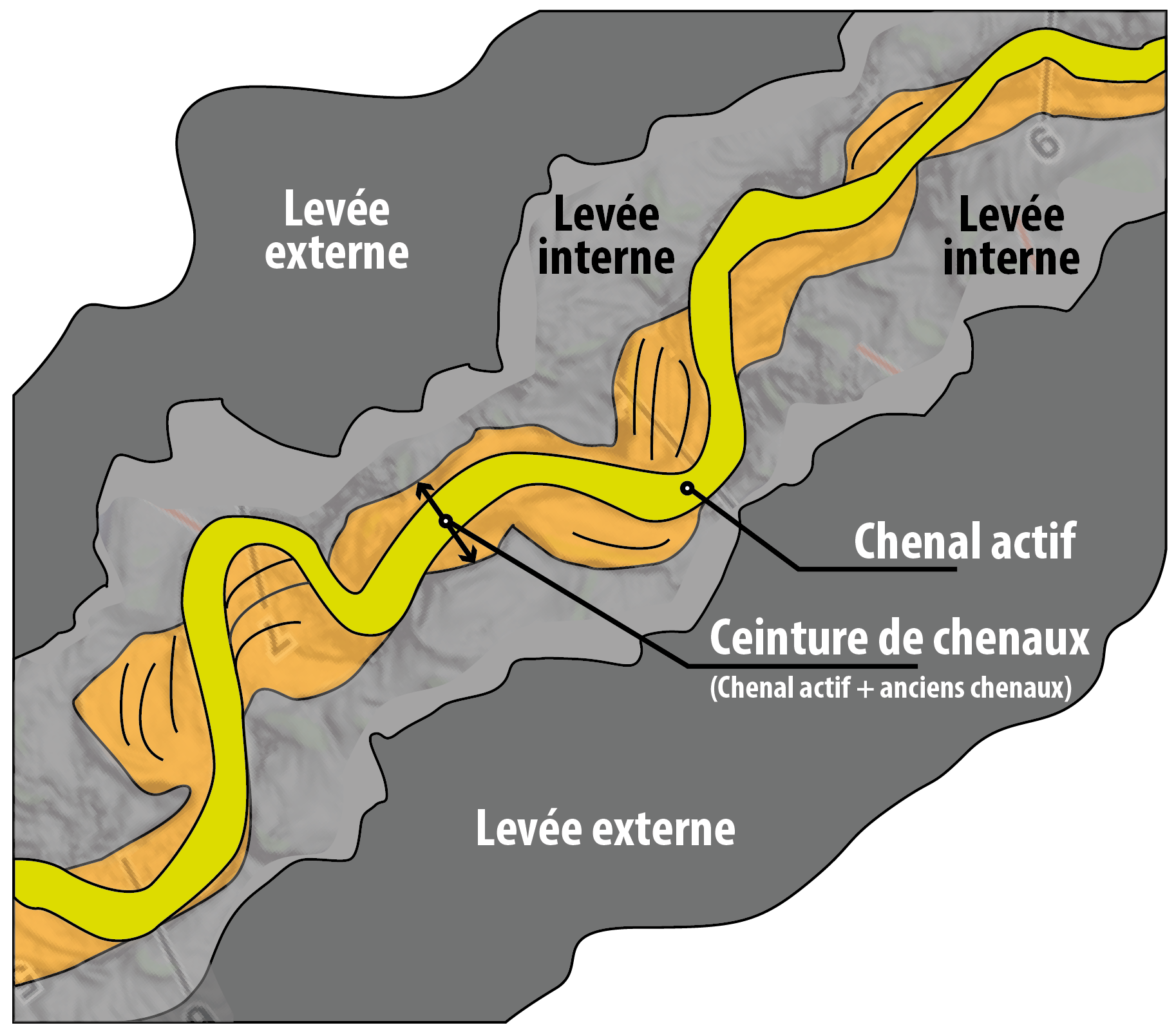
Chenaux, paléo-chenaux et levées turbiditiques

### Chenal
Une des formes proximales des turbidites est la présence de chenaux d'érosion des dépôts antérieurs. En d'autres termes, seul le niveau d'érosion de la turbidite est présent.

### Levées
Les levées turbiditiques forment une accumulation de sédiments fins en bordure du chenal.

### Lobe
La séquence de Bouma a une extension latérale. Elle forme des lobes sédimentaires sur les plaines abyssales. Pour avoir une idée de leur importance, il faut regarder une carte topographique des fonds sous-marins au larges des deltas de grands fleuves. Ces derniers fournissent le matériel détritique. Des tempêtes ou des crues fournissent ensuite les courants de densité. L'extension de tels lobes peut se faire sur des milliers de kilomètres.

### Articles connnexes
- Courant de turbidité
- Delta de rupture de levée
- Glossaire de géologie
- Tidalite
- Varve